# Jacques Revault
Jacques Revault, né le 26 août 1902 à Saint-Germain-du-Val et mort le 8 septembre 1986 à Marseille, est un architecte, historien et archéologue français.

## Biographie
Étudiant à l'École nationale supérieure des beaux-arts et à l'École des arts décoratifs de Paris, il commence sa carrière en 1924 au Maroc, avec Prosper Ricard, dans les arts populaires à Rabat, Salé et Meknès. Il arrive en Tunisie à la demande du directeur général de l'Instruction publique et des Beaux-Arts, Émile Gau. Il y réforme l'enseignement professionnel comme inspecteur de l'enseignement artisanal et fait créer le service des métiers et arts traditionnels hébergé dans le Dar El Monastiri puis au Dar Ben Abdallah. De nombreux centres régionaux sont créés pour exposer et organiser la vente.
Après 1956, il demeure en Tunisie, à la direction des Affaires culturelles de l'ambassade de France, puis obtient des missions auprès du gouvernement tunisien.
L'étude des demeures de Tunis lui donne l'occasion d'obtenir un doctorat d'État.
Il prend la succession d'Alexandre Lézine pour étudier les demeures du Caire et commence tard une étude des palais et demeures de Fès, dont seul un tome paraît de son vivant en 1985.

## Publications
- Louis Poinssot et Jacques Revault, Tapis tunisiens, t. I : Kairouan et imitations, Paris, Aux horizons de France, 1937, 68 p.
- Louis Poinssot et Jacques Revault, Tapis tunisiens, t. II : Tapis bédouins à haute laine, Paris, Aux horizons de France, 1950, 26 p.
- Louis Poinssot et Jacques Revault, Tapis tunisiens, t. III : Tissus décorés de Gafsa et imitations, Paris, Aux horizons de France, 1953, 69 p.
- Louis Poinssot et Jacques Revault, Tapis tunisiens, t. IV : Tissus ras décorés de Kairouan, du Sahel et du Sud-Tunisien, Paris, Aux horizons de France, 1957, 91 p.
- Jacques Revault, Palais et demeures de Tunis (XVIe et XVIIe siècles), Paris, Éditions du Centre national de la recherche scientifique, 1967, 542 p. (lire en ligne)
- Jacques Revault, Arts traditionnels en Tunisie, Tunis, Office national de l'artisanat de Tunisie, 1967, 143 p.
- Jacques Revault, Palais et demeures de Tunis (XVIIIe et XIXe siècles), Paris, Éditions du Centre national de la recherche scientifique, 1971, 648 p. (lire en ligne).
- Jacques Revault, Palais et résidences d'été de la région de Tunis (XVIe – XIXe siècles), Paris, Éditions du Centre national de la recherche scientifique, coll. « Études d'antiquités africaines », 1974, 628 p. (ISBN 2-222-01622-3, lire en ligne).
- Jacques Revault, Palais et maisons du Caire du XIVe au XVIIIe siècle, t. I, Paris, Institut français d'archéologie orientale du Caire, 1975.
- Jacques Revault, Palais et maisons du Caire du XIVe au XVIIIe siècle, t. II, Paris, Institut français d'archéologie orientale du Caire, 1977.
- Hélène Revault (ill. Jacques Revault), Maîtresse Plain, Angers, Revault, 1978, 181 p.
- Jacques Revault, L'Habitation tunisoise : pierre, marbre et fer dans la construction et le décor, Paris, Éditions du Centre national de la recherche scientifique, coll. « Études d'antiquités africaines », 1978, 478 p. (ISBN 978-2-222-02362-3, lire en ligne).
- Jacques Revault, Tunis, rues de l'ancienne Médina, Tunis, Société tunisienne de diffusion, 1978, 51 p.
- Jacques Revault, Palais et maisons du Caire du XIVe au XVIIIe siècle, t. III, Paris, Institut français d'archéologie orientale du Caire, 1979.
- Hélène Revault (ill. Jacques Revault), Le J'teux de sorts, gaillardises du Haut-Anjou, Angers, Revault, 1979, 173 p.
- Hélène Revault (ill. Jacques Revault), Marie Courlavoine, la jument et le poulain, Angers, Revault, 1980, 177 p.
- Jean-Claude Garcin, Bernard Maury, Jacques Revault et Mona Zakariya, Palais et maisons du Caire, t. I : Époque mamelouke (XIIIe – XVIe siècles), Aix-en-Provence, Institut de recherches et d’études sur les mondes arabes et musulmans/Éditions du Centre national de la recherche scientifique, 1982, 268 p. (ISBN 978-2-271-08133-9).
- Bernard Maury, André Raymond, Jacques Revault et Mona Zakariya, Palais et maisons du Caire, t. II : Époque ottomane (XVIe – XVIIIe siècles), Aix-en-Provence, Institut de recherches et d’études sur les mondes arabes et musulmans/Éditions du Centre national de la recherche scientifique, 1983, 409 p. (ISBN 978-2-271-08134-6).
- Jacques Revault, Palais, demeures et maisons de plaisance à Tunis et ses environs, du XVIe au XIXe siècle, Aix-en-Provence, Édisud, 1984, 174 p. (ISBN 978-2-857-44189-2).
- Jacques Revault, Le fondouk des Français et les consuls de France à Tunis (1660-1860), Paris, Recherches sur les civilisations, 1984, 104 p. (ISBN 978-2-86538-097-8).